# An Englishman's Trip to Paris from London
An Englishman's Trip to Paris from London è un cortometraggio muto del 1904 diretto da Lewin Fitzhamon.

## Trama
Da Londra, un inglese si propone di visitare Parigi. Per prima cosa, deve prendere il treno che lo porterà fino alla costa. Poi, deve imbarcarsi sulla nave che attraverserà la Manica. Quindi, dopo una traversata disagiata, sbarcherà in Francia, raggiungendo Parigi dove potrà finalmente visitare la città.

## Produzione
Il film fu prodotto dalla Hepworth.

## Distribuzione
Distribuito dalla Hepworth, il film - un cortometraggio della durata di quattro minuti per cui venne usato anche il titolo alternativo Trip to Paris - uscì nelle sale cinematografiche britanniche nell'ottobre 1904. Il 28 dello stesso mese, il film fu distribuito anche negli Stati Uniti dall'American Mutoscope & Biograph.
Copia della pellicola viene conservata negli archivi della Library of Congress.